# Comissió Nacional dels Mercats i la Competència
La Comissió Nacional dels Mercats i la Competència (CNMC) d'Espanya és l'organisme regulador independent encarregat de preservar, garantir i promoure el correcte funcionament, la transparència i l'existència d'una competència efectiva i d'una regulació eficient en tots els mercats i sectors productius en benefici dels consumidors i usuaris.
La CNMC està adscrita, a mers efectes pressupostaris, al Ministeri d'Assumptes Econòmics i Transformació Digital. Té personalitat jurídica pròpia i plena capacitat pública i privada, independent del Govern, i està sotmesa al control parlamentari i judicial. Es finança través dels Pressupostos Generals de l'Estat.

## Orígens
La CNMC es crea en 2013 a partir de la integració d'aquests sis organismes: Comissió Nacional de la Competència, Comissió Nacional d'Energia, Comissió del Mercat de les Telecomunicacions, Comissió Nacional del Sector Postal, Consell Estatal de Mitjans Audiovisuals i Comitè de Regulació Ferroviària i Aeroportuària.
L'origen d'aquests organismes era divers: la creació de la Comissió Nacional de la Competència (CNC) va tenir lloc, formalment, el 2007. El 1995 es va crear la Comissió del Sistema Elèctric Nacional (predecessora de la Comissió Nacional d'Energia, o CNE) i el 1996 la Comissió del Mercat de les Telecomunicacions (CMT). El 2003 es va crear el Comitè de Regulació Ferroviària (CRF). El 2010 va tenir lloc la creació del Consell Estatal de Mitjans Audiovisuals (CEMA) i l'entrada en funcionament de la Comissió Nacional del Sector Postal (CNSP). El 2011 es va crear la Comissió de Regulació Econòmica Aeroportuària (CREA). L'aparició d'una pluralitat d'organismes reguladors va obeir a la liberalització de la indústria de xarxa, la fi dels monopolis estatals i la necessitat d'adaptació a la normativa europea.
El 2013 el Parlament va decidir unificar els organismes reguladors i l'autoritat de competència amb la finalitat de garantir la seguretat jurídica i la confiança institucional, evitant duplicitats innecessàries en el control de cada operador i decisions contradictòries en la mateixa matèria. Amb la reforma de l'arquitectura institucional dels reguladors es va pretendre, així mateix, aprofitar economies d'escala i regular els sectors administrats adoptant una visió integradora polièdrica des del punt de vista de la regulació i la defensa de la competència per a adaptar-la als canvis que s'han produït en l'entorn econòmic en benefici dels consumidors.

## Presidents
1. José María Marín Quemada (2013-2020)
2. Cani Fernández Vicién (2020-present)